# Mesostigma
Genre
Mesostigma est un genre d'algues vertes, le seul genre de l'ordre des Mesostigmatales, et de la famille des Mesostigmataceae.

## Étymologie
Le nom de genre Mesostigma se compose du préfixe "meso-", « milieu ; intermédiaire » et "-stigma", « tâche ; marque », en référence aux « stigmates (tâches) circulaires situées au centre du corps cellulaire en forme de disque ».

## Classification
Dans la classification phylogénétique, le clade Mesostigma + Chlorokybus représente la branche la plus ancienne de l'infra-règne des Streptophyta.

## Description
Le  Mesostigma est un organisme unicellulaire biflagellé, vivant en eau douce. De forme asymétrique, il ne possède pas de paroi cellulaire, mais est recouvert de couches d'écailles. Au centre du chloroplaste existe une ocelle près des corps basaux des flagelles. Au milieu du chloroplaste existent deux pyrénoïdes proéminents entourés d'amidon et plusieurs pyrénoïdes superficiels. La reproduction s'effectue par des zoospore biflagellées. La reproduction sexuelle n'a pas encore été observée.

## Liste d'espèces
Selon AlgaeBase (2 mai 2013) :
- Mesostigma grande Korshikov (Sans vérification)
- Mesostigma viride Lauterborn (espèce type)

Selon NCBI (2 mai 2013) et World Register of Marine Species (2 mai 2013) :
- Mesostigma viride Lauterborn, 1894